# Massimo Ficcadenti
Massimo Ficcadenti (6 de noviembre de 1967) es un exfutbolista italiano que se desempeñaba como centrocampista y entrenador.
Dirigió en equipos como el Avellino, Pistoiese, Hellas Verona, Reggina, Piacenza, Cesena, Cagliari, FC Tokyo y Sagan Tosu.

## Clubes

### Como futbolista
| Club           | País   | Año       |
| -------------- | ------ | --------- |
| Sambenedettese | Italia | 1985-1989 |
| Messina        | Italia | 1989-1992 |
| Hellas Verona  | Italia | 1992-1997 |
| Torino         | Italia | 1997-2000 |
| Ravenna        | Italia | 2000-2001 |

### Como entrenador
| Club           | País   | Año       |
| -------------- | ------ | --------- |
| Fiorenzuola    | Italia | 2001-2002 |
| Avellino       | Italia | 2002      |
| Pistoiese      | Italia | 2003-2004 |
| Hellas Verona  | Italia | 2004-2006 |
| Reggina        | Italia | 2007      |
| Piacenza       | Italia | 2009-2010 |
| Cesena         | Italia | 2010-2011 |
| Cagliari       | Italia | 2011      |
| Cagliari       | Italia | 2012      |
| FC Tokyo       | Japón  | 2014-2015 |
| Sagan Tosu     | Japón  | 2016-2017 |
| Nagoya Grampus | Japón  | 2019-2021 |